# Copa Catalunya de bàsquet masculina
La Copa Catalunya de bàsquet masculina és una competició de clubs catalans de bàsquet, creada el 1999. De caràcter anual, és organitzada per la Federació Catalana de Basquetbol. És el sisè nivell de lliga de bàsquet, després de la Lliga ACB, Primera FEB, Segona FEB, Tercera FEB i Super Copa.
Hi participen 42 equips dividits en tres grups que disputen una primera fase en format de lligueta a doble volta. Els millors classificats disputen una fase final en format de final a quatre en una seu neutral. El campió del torneig té dret a participar la temporada següent a la Super Copa. Degut a l'esclat de la pandèmia de COVID-19 la competició es suspengué la temporada 2019-20. L'any següent retornà amb el nom de Campionat d’Espanya de Primera Divisió - Copa Catalunya, per tal d'ajustar-se a les exigències de la normatives sanitàries estatals.
La temporada 2023-2024 es creà una nova categoria, la Super Copa, formada per catorze equips. Aquesta categoria seria la que decidiria quins equips tenen dret a pujar a Tercera FEB (antiga EBA) o quins descendeixen a Copa Catalunya.

## Historial
| En negreta = Equip guanyador (1) = Nombre de campionats Nota: Noms dels equips segons l'època |

| Edició | Temp.   | Data                                                       | Campió                                                     | Resultat                                                   | Finalista                                                  | Seu                                                                             | refs   |
| ------ | ------- | ---------------------------------------------------------- | ---------------------------------------------------------- | ---------------------------------------------------------- | ---------------------------------------------------------- | ------------------------------------------------------------------------------- | ------ |
| I      | 1999-00 |                                                            | CB Vic (1)                                                 |                                                            | CB Navàs                                                   | Pavelló Municipal de Navàs                                                      |        |
| II     | 2000-01 |                                                            | CB Cornellà (1)                                            |                                                            | Bàsquet Alella Parxet                                      | Pavelló Rubió i Ors, Cornellà de Llobregat                                      |        |
| III    | 2001-02 |                                                            | CB Granollers (1)                                          |                                                            | Maristes Ademar Badalona                                   | Pavelló Abelardo Vera, Alella                                                   |        |
| IV     | 2002-03 |                                                            | Club Bàsquet Tarragona (1)                                 |                                                            | CB Igualada                                                | Pavelló Les Comes, Igualada                                                     |        |
| V      | 2003-04 |                                                            | Club Bàsquet Roser (1)                                     |                                                            | UER Pineda de Mar                                          | Pavelló de Granollers                                                           |        |
| VI     | 2004-05 |                                                            | BC River Andorra (1)                                       |                                                            | AB Esplugues                                               | Pavelló Joan Alay, Andorra la Vella                                             |        |
| VII    | 2005-06 |                                                            | CB Ripollet (1)                                            |                                                            | AE Sant Andreu Natzaret                                    | Pavelló Municipal de Ripollet                                                   |        |
| VIII   | 2006-07 |                                                            | CB Viladecans Sant Gabriel (1)                             |                                                            | CB Santfeliuenc                                            | Palau d'Esports, Sant Feliu de Llobregat                                        |        |
| IX     | 2007-08 |                                                            | CB Mollet (1)                                              |                                                            | Sedis Bàsquet                                              | Poliesportiu Municipal, La Seu d'Urgell                                         |        |
| X      | 2008-09 | 17-05-2009                                                 | AE Sant Andreu Natzaret (1)                                | 77-65                                                      | CB Vilaseca                                                | Pavelló Municipal de Martorell                                                  | [ 5 ]  |
| XI     | 2009-10 | 30-05-2010                                                 | Baricentro Barberà (1)                                     | 97-86                                                      | AB Bufalà                                                  | Poliesportiu Can Serra, Barberà del Vallès                                      | [ 6 ]  |
| XII    | 2010-11 | 15-06-2011                                                 | Bàsquet Sitges (1)                                         | 71-62                                                      | AEC Collblanc-Torrassa                                     | Pavelló Pins Vens, Sitges                                                       | [ 7 ]  |
| XIII   | 2011-12 | 17-06-2012                                                 | Lluïsos de Gràcia (1)                                      | 82-77                                                      | CB Sant Josep Badalona                                     | Pavelló CB Sant Josep, Badalona                                                 | [ 8 ]  |
| XIV    | 2012-13 | 19-06-2013                                                 | CB Quart (1)                                               | 84-82                                                      | UE Montgat                                                 | Pavelló Municipal de Quart                                                      | [ 9 ]  |
| XV     | 2013-14 | 14-06-2014                                                 | BC River Andorra B (2)                                     | 76-75                                                      | CB Salt                                                    | Pavelló Municipal de Martorell                                                  | [ 10 ] |
| XVI    | 2014-15 | 31-05-2015                                                 | CB Igualada (1)                                            | 67-65                                                      | CB Castellbisbal                                           | Pavelló Plana Lledó, Mollet del Vallès                                          | [ 11 ] |
| XVII   | 2015-16 | 29-05-2016                                                 | UB Sant Adrià (1)                                          | 75-55                                                      | Bàsquet Sitges                                             | Pavelló Municipal de Sant Adrià de Besòs                                        | [ 12 ] |
| XVIII  | 2016-17 | 28-05-2017                                                 | AE Boet Mataró (1)                                         | 74-66                                                      | CB Sant Josep Badalona                                     | Pavelló Municipal de Salou                                                      | [ 13 ] |
| XIX    | 2017-18 | 27-05-2018                                                 | CB Esparreguera (1)                                        | 71-63                                                      | CB Salou                                                   | Pavelló Municipal de Salou                                                      | [ 14 ] |
| XX     | 2018-19 | 02-06-2019                                                 | Maristes Ademar Badalona (1)                               | 69-58                                                      | AE Badalonés                                               | Pavelló Jaume Vilamajó, Segur de Calafell                                       | [ 15 ] |
| XXI    | 2019-20 | Edició cancel·lada pel risc públic de contagi del COVID-19 | Edició cancel·lada pel risc públic de contagi del COVID-19 | Edició cancel·lada pel risc públic de contagi del COVID-19 | Edició cancel·lada pel risc públic de contagi del COVID-19 | Edició cancel·lada pel risc públic de contagi del COVID-19                      |        |
| XXII   | 2020-21 | 13-06-2021                                                 | CEB Girona (1)                                             | 68-64                                                      | CB Navàs                                                   | Pavelló Municipal de Navàs                                                      | [ 16 ] |
| XXIII  | 2021-22 | 12-06-2022                                                 | CB Granollers (2)                                          | 65-59                                                      | JAC Sants                                                  | Pavelló Municipal Els Joncs, Cunit                                              | [ 17 ] |
| XXIV   | 2022-23 | 11-06-2023                                                 | UE Montgat (1)                                             | 72-63                                                      | CB Ripollet                                                | Pavelló Maria Victor, Palau-solità i Plegamans                                  | [ 18 ] |
| XXV    | 2023-24 | 25-05-2024                                                 | BC Tecla Sala (1)                                          | 67-60                                                      | Maristes Ademar Badalona                                   | Poliesportiu Municipal del Centre - Marcel·lí Maneja, L'Hospitalet de Llobregat | [ 19 ] |

## All Star
L'All Star Copa Catalunya és un esdeveniment esportiu de caràcter anual, organitzat per la Federació Catalana de Bàsquet, en col·laboració amb la Xarxa Audiovisual Local. Creat l'any 2017, hi participen els millors jugadors de la Copa Catalunya seleccionats en dos equips i que s'enfronten en un partit d'exhibició. També se celebra un concurs d'esmaixades, triples i altres esdeveniments de caràcter festiu.
Després de la Pandèmia de COVID-19 es va deixar de celebrar aquest esdeveniment, i es va recuperar l'any 2024 amb la creació de la categoria Super Copa.
| Edició | Temp. | Data       | Campió                 | Res.  | Finalista           | MVP                             | Esmaixades                      | Triples               | Seu                                            |
| ------ | ----- | ---------- | ---------------------- | ----- | ------------------- | ------------------------------- | ------------------------------- | --------------------- | ---------------------------------------------- |
| I      | 2017  | 08-01-2017 | Grup 1 (Equip Blanc)   | 78-75 | Grup 2 (Equip Blau) | Alex López (CB Santa Coloma)    | Marquie Smith (AE Boet Mataró)  | Juli Garrote (CB Vic) | Parc Esportiu Llobregat, Cornellà de Llobregat |
| II     | 2018  | 27-01-2018 | Grup 1 (Equip Blanc)   | 92-70 | Grup 2 (Equip Blau) | Rubén Morales (CB Esparreguera) | Marquie Smith (CB Castellar)    | N/D                   | Pavelló Nord, Sabadell                         |
| III    | 2019  | 26-01-2019 | Grup 2 (Equip Negre)   | 94-91 | Grup 1 (Equip Groc) | Pedro Cuesta (AE Badalonès)     | Guillem Sánchez (CB Cerdanyola) | N/D                   | Pavelló Nou Congost, Manresa                   |
| IV     | 2020  | 25-01-2020 | Grup 2 (Equip Vermell) | 97-80 | Grup 1 (Equip Blau) | Luis González (UE Sant Cugat)   | Jordi Puig (CB Ripollet)        | N/D                   | Pavelló del CB Granollers                      |